# Herbert Croly
Herbert Croly (1869-1930) amerykański dziennikarz, założyciel i wydawca pisma The New Republic. Autor książki The Promise of American Life (1909).